# 다나카 와타루
다나카 와타루(일본어: 田中 渉, 2000년 9월 23일~)는 일본의 축구 선수이다.

## 구단 경력
그는 2019년 J1리그의 베갈타 센다이에 입단했다. 2021년 7월 J2리그의 레노파 야마구치 FC로 이적했다. 2022년까지 55경기에 출전하여, 6득점을 넣었다. 2023년 몬테디오 야마가타로 이적했다. 2024년 가고시마 유나이티드 FC로 임대 이적했다. 2025년 몬테디오 야마가타로 복귀했다.